# Tejocote de Calera
Tejocote de Calera es una localidad del estado mexicano de Guanajuato. Es parte del municipio de Yuriria.

## Demografía
| Gráfica de evolución demográfica |
|                                  |

| Censo | Población |
| ----- | --------- |
| 1900  | 360       |
| 1910  | 512       |
| 1921  | 432       |
| 1930  | 557       |
| 1940  | 766       |
| 1950  | 959       |
| 1960  | 1 030     |
| 1970  | 1 328     |
| 1980  | 1 564     |
| 1990  | 1 452     |
| 2000  | 1 563     |
| 2010  | 1 510     |
| 2020  | 1 487     |